# Jean Gerson

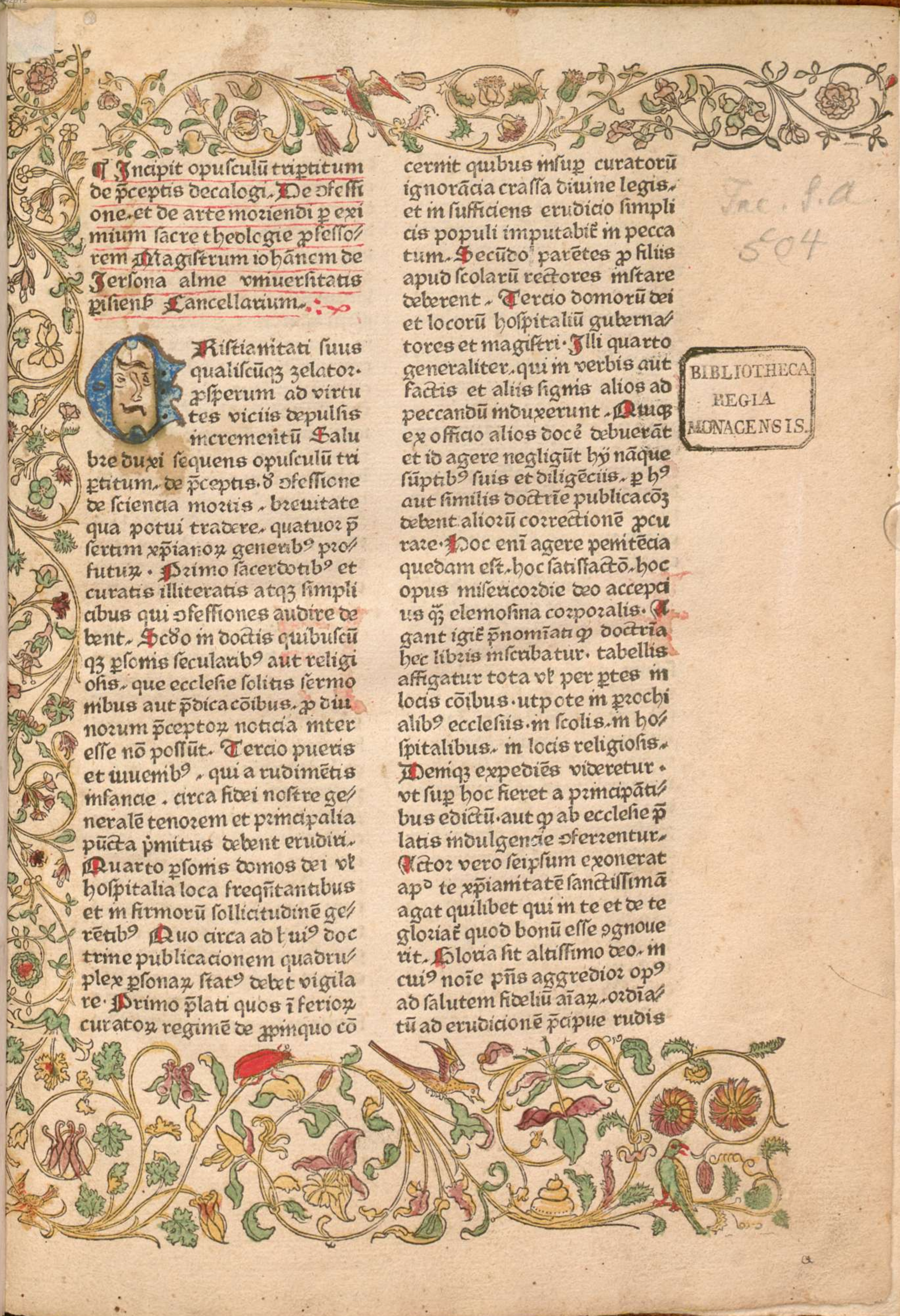
Druck des Opus tripartitum von ca. 1480

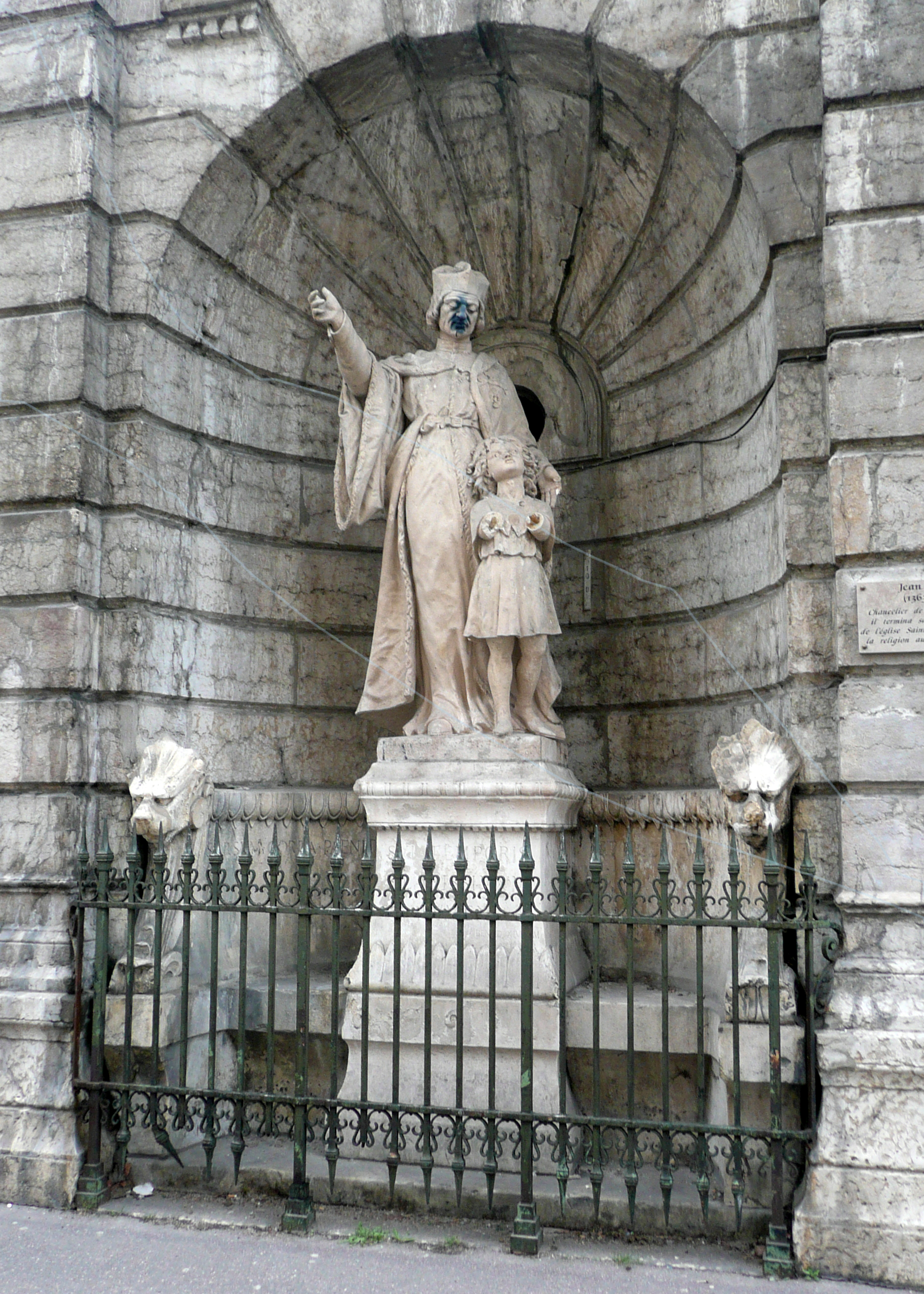
Denkmal für Jean Gerson in Lyon

Jean le Charlier de Gerson (eigentlich Jean Charlier, auch Johannes Gerson genannt, * 14. Dezember 1363 in Gerson-lès-Barby bei Rethel; † 12. Juli 1429 in Lyon) war ein französischer Theologe, Mystiker und Kanzler der Pariser Sorbonne.

## Leben
Jean Gerson war ab 1377 Schüler von Pierre d’Ailly am Collège de Navarre in Paris. 1387 zählte er zu den Abgeordneten der Universität, die wegen Streitigkeiten mit den Dominikanern zu Papst Clemens VII. nach Avignon gesandt wurden. Am Dreikönigstag 1391 warnte Gerson König Karl VI. und dessen Hof vor dem geplanten Kreuzzug, der auch deshalb nicht zustande kam. 1392 erhielt er die theologische Doktorwürde und wurde 1395 als Nachfolger d’Aillys zum Kanzler der Pariser Universität (Sorbonne) gewählt.
Ein Hauptthema seiner Zeit war die Spaltung der katholischen Kirche (Schisma). Gerson trat zunächst für moderate Reformen ein und wandte sich gegen die Einberufung eines Konzils, das die rivalisierenden Päpste in Rom und Avignon absetzen sollte. Dann aber wirkte er durch Schriften (De potestate ecclesiae, De unitate ecclesiastica, De auferibilitate papae) und aktives Handeln auf die Überwindung des Schismas hin, namentlich auf den Konzilien zu Pisa (1409) und Konstanz (ab 1414). Auf letzterem war es vornehmlich Gerson, der die energische Haltung der Versammlung gegenüber dem flüchtigen Papst aufrechterhielt und gegen die Unsittlichkeit der Geistlichkeit eiferte (was ihm den Beinamen Doctor christianissimus eintrug). Anderseits betrieb er in Konstanz auch die Verurteilung und Hinrichtung von Jan Hus und Hieronymus von Prag.
Der Franziskaner Jean Petit hatte die Ermordung von Louis, Herzog von Orléans (1407), durch Parteigänger des Herzogs Jean von Burgund (Johann Ohnefurcht) als Tyrannenmord zu rechtfertigen versucht. Weil er Petits sophistische Argumentation kritisierte, musste Gerson nach dem Abschluss des Konstanzer Konzils (1418) vor den Nachstellungen des Herzogs von Burgund nach Rattenberg am Inn flüchten; später zog er sich nach Melk an der Donau zurück. 1419 – nach dem Tod Petits – ging er nach Lyon, wo er im Cölestinerkloster für den Jugendunterricht tätig war und am 12. Juli 1429 starb. Nach seinem Tode wurde er hier als Seliger verehrt.

## Wirken
Bei seiner Verteidigung des Konziliargedankens vertrat Gerson die Ansicht, Christus habe die Kirche als die Gemeinschaft der Gläubigen installiert, der Papst sei lediglich deren Vertreter. Als solcher könne er auch gegen seinen Willen von einer Versammlung der Gläubigen (d. h. einem Konzil) abgesetzt werden.
Man hat zwar Gerson als Nominalisten (Universalienproblem) bezeichnet, doch sah er die ältere Theologie Bonaventuras als vorbildlich an und betonte den Vorrang der mystischen vor der scholastischen Theologie. Gersons Considerationes de mystica theologia speculativa et practica erstreben eine höhere Einheit der mystischen und spätscholastischen Theologie. Im Gegensatz zu Scholastikern, die Logik als Weg zum wahren Glauben propagierten, trat Gerson für mystische Gottesliebe ein, die weiter führe als rationales Denken. Im Gebet gebe es nicht nur eine Union des Gläubigen mit Gott, sondern beide würden identisch. Auch drang er in den Briefen De reformatione theologiae auf fleißiges Bibelstudium.
Jean Gerson zählt auch zu den Gründungs- und Hauptautoren der Ars moriendi. Sein Sterbebüchlein Opus tripartitum de praeceptis decalogi, de confessione et de arte moriendi (1408) besitzt eine enorme Rezeptionsgeschichte bis in die Gegenwart.
Gerson ist zugleich einer der frühesten musikalischen Schriftsteller; eine musikalische Abhandlung von ihm: De canticorum originali ratione, befindet sich im 3. Band seiner sämtlichen Werke, Basler Ausgabe von 1518 in 3 Bänden.
Lange Zeit wurde ihm auch die Autorschaft der Nachfolge Christi zugeschrieben, die aber, wie Eusebius Amort im 18. Jahrhundert nachwies, von Thomas von Kempen stammt.
siehe auch: Europäischer Humanismus

## Werke

Opera omnia, 1706

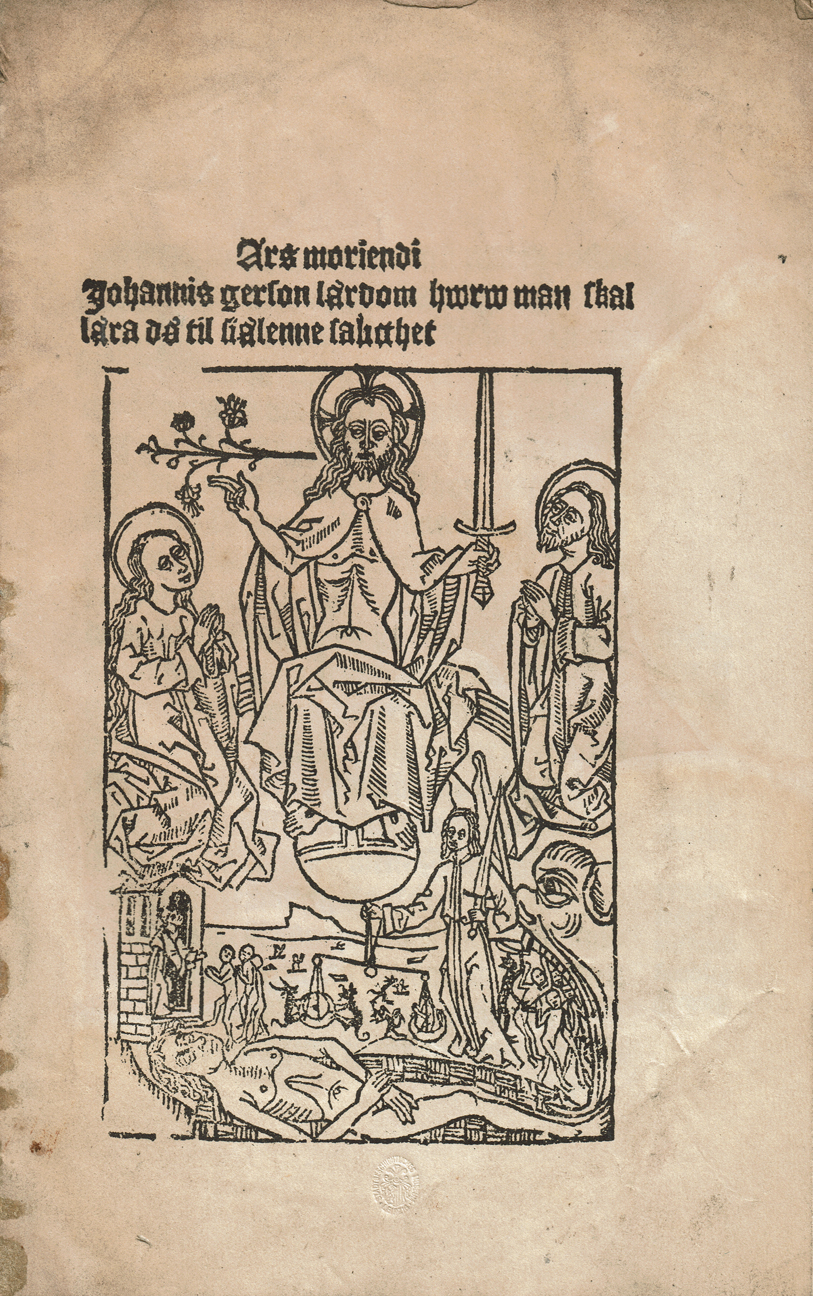
Ars Moriendi, Uppsala 1514 (Nachdruck von 1881)

- Opera omnia. Olms, Hildesheim 1987 – Reprint einer alten Ausgabe.

1. Opera dogmatica de religione et fide. ISBN 3-487-07771-X
2. Quae ad ecclesiasticam et disciplinam pertinent. ISBN 3-487-07772-8
3. Opera moralia. ISBN 3-487-07773-6
4. Exegetica et miscellane. ISBN 3-487-07774-4
5. Monumenta omnia quae spectant ad condemnationem. ISBN 3-487-07775-2

- Opera. P. 1–3 nebst Inventarium. Hrsg. von Peter Schott und Johannes Geiler von Kaysersberg. Georg Stuchs, Nürnberg 1489. (Digitalisat)

1. 22. XI. 1489 (Digitalisat)
2. 1. VIII. 1489 (Digitalisat)
3. 21. X. 1489 (Digitalisat)

- Jean Gerson, Oeuvres Complètes, ed. Palémon Glorieux (10 Bde.), Paris 1960–1973.
- Ars moriendi Johannis Gerson lärdom hwrw man skal lära dø til siälenne salicthet. Paul Grijs, Uppsala 1514.